# Parachirus diringeri
 Parachirus diringeri és un peix teleosti de la família dels soleids i de l'ordre dels pleuronectiformes.

## Morfologia
La seua talla màxima és de 10,4 cm.

## Distribució geogràfica
Es troba des de les costes de Kenya fins a les de KwaZulu-Natal (Sud-àfrica).